# Zamek w Baworowie
Zamek w Baworowie – drewniany zamek znajdował się na wzgórzu, nad rzeką Gniezną.

## Historia
Warownia zbudowana została w XVI w. przez Wacława Bawora, dworzanina króla Zygmunta I Starego oraz pisarza polnego koronnego. W 1589 r. Tatarzy oblegający obronny zamek ponieśli pamiętną klęskę. W XVII w. warownia została przebudowana. Następnymi właścicielami zamku i ziem była rodzina Małeckich. Około 1800 r. zamek został opuszczony i zaczął popadać w ruinę.

## Pałac
W 1851 r. majątek od Małeckich odkupił hr. Wiktor Baworowski. Ponieważ zamek nie nadawał się już do zamieszkania, dlatego wybudował nowy pałac, w którym zgromadził kolekcję dzieł sztuki oraz bogaty księgozbiór. Wiktor hr. Baworowski był także fundatorem Biblioteki Baworowskich we Lwowie.  Kiedy w 1894 r. hr. Baworowski popełnił samobójstwo dobra przeszły w obce ręce. W latach międzywojennych należały między innymi do rodziny Astanów. Pod koniec XIX w. z zamku pozostały tylko ruiny.

## Architektura
W XVII w. murowany zamek był budowlą obronną, założoną na planie prostokąta z wewnętrznym dziedzińcem. Budynki mieszkalne były trzykondygnacyjne. Wjazd do warowni prowadził przez bramę w budynku bramnym, w którego dwóch narożnikach znajdowały się  okrągłe, trzykondygnacyjne wieże zwieńczone hełmem. Podobne wieże były na pozostałych budynkach. Na zamku była także kaplica zamkowa, którą w 1747 r. przebudowano na kościół pw. św. Wacława, a na przełomie XIX i XX w. zamieniono z kolei na cerkiew pw. św. Jana Chrzciciela. W krypcie kościoła chowani byli Baworowscy. Obecnie z zamku prawie nic nie pozostało. Odbudowany kościół pokazuje obszar dawnych fortyfikacji. Ze starego kościoła zamkowego zachowała się jedynie dolna część z półkolistą absydą, istniejąca w późniejszej świątyni.